# Ogris
Ogris ist ein Familienname, der insbesondere in Kärnten häufig ist. Es handelt sich laut Heinz-Dieter Pohl um einen Wohnstättennamen, der sich von slowenisch ogriz bzw. slowenisch vgriz ableitet, was wörtlich Abbiss bedeutet und sich in der Regel auf Stellen mit Erdabrissen, wie bei Erdrutschen, Rutschängen oder Muren, bezieht.

## Namensträger
- Alfred Ogris (* 1941), österreichischer Historiker und Archivar
- Andreas Ogris (* 1964), österreichischer Fußballspieler
- Ernst Ogris (1967–2017), österreichischer Fußballspieler
- Günther Ogris (* 1960), österreichischer Sozialforscher
- Harald Ogris (1933–2025), österreichischer Politiker (SPÖ)
- Janko Ogris (1898–1981), österreichischer Politiker (Partei der Kärntner Slowenen)
- Tomaž Ogris (* 1946), kärntnerslowenischer Kulturaktivist
- Werner Ogris (1935–2015), österreichischer Rechtshistoriker